# Centralni upper cross jezici
Centralni upper cross jezici, skupina od petnaest upper cross jezika, nigersko-kongoanska porodica, raširenih na području Nigerije.
a. Istok-Zapad (8)
a1. Ikom (1): olulumo-ikom [iko] (Nigeria)
a2. Loko (3): lokaa [yaz] (Nigeria), lubila [kcc] (Nigeria), nkukoli [nbo] (Nigeria)
a3. Mbembe-Legbo (4):
a. Legbo (3): legbo [agb] (Nigeria), lenyima [ldg] (Nigeria), leyigha [ayi] (Nigeria)
b. Mbembe (1): cross river mbembe [mfn] (Nigerija)
b. Sjever-Jug (7)
b1. Oring-Kukele (3)
a. Koring (1): oring [org] (Nigeria)
b. Kukele (2): kukele [kez] (Nigeria), uzekwe [eze] (Nigeria)
b2. Ubaghara-Kohumono (4)
a. Kohumono (3): agwagwune [yay] (Nigeria), kohumono [bcs] (Nigeria), umon [umm] (Nigeria)
b. Ubaghara (1): ubaghara [byc] (Nigeria)

## Vanjske poveznice
- Ethnologue (14th)
- Ethnologue (15th)